# Teucrium terciae
Teucrium terciae là một loài thực vật có hoa trong họ Hoa môi. Loài này được (Sánchez-Gómez, M.A.Carrión & A.Hern.) Sánchez-Gómez, M.A.Carrión & A.Hern. mô tả khoa học đầu tiên năm 2003.